# Charte du football professionnel
La charte du football professionnel régit en France les « rapports entre la Fédération française de football ou la Ligue de football professionnel, les organismes employeurs concernés (les clubs) et les salariés relevant des métiers du football de dernière part ». Elle règle ainsi  l'ensemble des conditions d'emploi, de travail, de formation professionnelle et de garantie sociale entre les clubs professionnels du football d'une part et les salariés joueurs (à statut professionnel ou en formation) et les entraineurs d'autre part.
Elle a été mise en place en 1973 à la suite de la première grève des footballeurs professionnels français en novembre 1972 et s'apparente à une convention collective. 
Pour les joueurs, la charte s'applique à tous ceux qui exercent, à titre exclusif ou principal, leur activité en vue des compétitions, même si ces compétitions sont de niveau amateur.